# Robert Guglielmone
Robert Eric Guglielmone, né le 30 décembre 1945 à New York, est un ecclésiastique catholique américain,  évêque de Charleston de 2009 à 2022, en Caroline du Sud.

## Biographie
Robert Guglielmone naît à New York de Franck et Caroline Guglielmone. Il a deux frères. Il est élevé à Long Island et suit ses études à l'université Saint John où il obtient un bachelor's degree en éducation. Il enseigne ensuite pendant cinq ans à la Patchogue-Medford High School, tout en préparant son cycle d'études supérieures secondaires à l'université de New York. Se sentant appelé à la prêtrise, il entre au séminaire de l'Immaculée-Conception de Huntington. Il est ordonné le 9 avril 1978. Il sert comme vicaire à la paroisse Saint-Martin d'Amityville, puis à celle de Saint-Jacques de Setauket. 
En 1986, il est nommé directeur de la formation pastorale et doyen du séminaire de Huntington. En 1993, il devient curé de la paroisse Sainte-Chantal de Wantagh. Il obtient le titre honorifique de chapelain de Sa Sainteté, l'année suivante. Il est chargé par son évêque à partir de 2003 de la discipline du clergé diocésain et nommé en 2007 recteur de la cathédrale Sainte-Agnès de Rockville Centre.

### Scoutisme
Dès le séminaire, Robert Guglielmone s'investit dans le scoutisme et dans le diocèse de Rockville Centre il est chapelain des scouts du diocèse, puis à New York et enfin au niveau national, puisqu'il est chapelain du comité national du scoutisme catholique. Il occupe aussi le poste pendant huit ans de chapelain de l'International Catholic Conference on Scouting et il est membre du bureau de liaison de scoutisme du Saint-Siège. Il reçoit plusieurs distinctions du mouvement scout.

### Évêque
Robert Guglielmone est nommé le 24 janvier 2009 évêque de Charleston. Il est consacré le 25 mars suivant, fête de l'Annonciation, par le cardinal Egan, à la cathédrale de Charleston. Ce diocèse comprend environ 195 000 catholiques dont une bonne moitié est issue de la communauté hispanique.